# Скарб (фільм, 2009)
«Скарб» (англ. Precious) — американський фільм-драма 2009 року режисера Лі Деніелса. Основою сюжету є роман «Тужся» (англ. push) 1996 р. американської поетеси Сапфіри (справжнє ім'я — Рамона Лофтон) про сексуальне та домашнє насильство проти дівчини-підлітка.

## Сюжет
У Гарлемі неграмотній 16-річній дівчині Клейріс «Precious» Джонс із надмірною вагою, яка вагітна другою дитиною після зґвалтувань власним батьком, пропонують вступити в альтернативну школу з надією, що її життя кардинально зміниться.

## У ролях
- Габурі Сідібе — Клейріс «Precious» Джонс
- Мо'Нік — Мері Лі Джонстон
- Паула Паттон — місис Блу Рейн
- Мерая Кері — місис Вейс
- Ленні Кравіц — медбрат Джон

## Нагороди
2010 року фільм отримав 6 номінацій на премію «Оскар»:
- Найкращий фільм
- Найкраща режисерська робота
- Найкраща жіноча роль
- Найкраща жіноча роль другого плану
- Найкращий адаптований сценарій
- Найкращий монтаж

На 82-й церемонії нагородження премії «Оскар» став лауреатом у категоріях «Найкращий адаптований сценарій» і «Найкраща жіноча роль другого плану».
У 2010 році фільм отримав 3 номінації на премію «Золотий глобус»:
- Найкращий фільм (драма)
- Найкраща жіноча роль (драма)
- Найкраща жіноча роль другого плану

2010 року фільм отримав 3 номінації на премію Гільдії кіноакторів США:
- Найкраща жіноча роль
- Найкраща жіноча роль другого плану — Лауреат
- Найкращий акторський склад

У 2010 році фільм отримав 4 номінації на премію «BAFTA»:
- Найкращий фільм
- Найкраща жіноча роль
- Найкраща жіноча роль другого плану — Лауреат
- Найкращий адаптований сценарій